# Пеллио-Интельви
Пеллио-Интельви (итал. Pellio Intelvi) — коммуна в Италии, располагается в регионе Ломбардия, в провинции Комо.
Население составляет 871 человек (2008 г.), плотность населения составляет 87 чел./км². Занимает площадь 10 км². Почтовый индекс — 22020. Телефонный код — 031.
Покровителем коммуны почитается святой Архангел Михаил, празднование 29 сентября.

## Демография
Динамика населения:

## Администрация коммуны
- Официальный сайт: